# Макнил, Клодия
Кло́дия Макни́л (англ. Claudia McNeil, 13 февраля 1917 — 25 ноября 1993) — американская актриса.

## Биография
Клодия Макнил родилась в семье афроамериканца и индианки апачи. Вскоре после её рождения семья переехала в Нью-Йорк, где вскоре она осталась на попечении матери, после ухода отца из семьи. В двенадцатилетнем возрасте Макнил начала работать в Фонде помощи детям Хекшера, где познакомилась с еврейской семейной парой, которая её позже удочерила. Она проявляла большой интерес к иудаизму, но в 1952 году приняла католицизм. Макнил получила образование библиотекаря, однако увлеклась музыкой и стала выступать в ночных клубах Гарлема и Гринвич-Виллидж, а также в водевилях.
В 1953 году состоялся её бродвейский дебют в пьесе «Тигель». Спустя четыре года актриса получила хвалебные отзывы критиков за свою роль в постановке Лэнгстона Хьюза «Совершенно неземная». В 1959 году Макнил сыграла одну из самых ярки своих театральных ролей — Лину Янгер в драме «Изюминка на солнце», а спустя два годы воплотила этот образ на киноэкранах в одноимённом фильме. Эта роль принесла актриса номинации на премии «Золотой глобус» и «BAFTA». Последующие годы Макнил много снималась на телевидении, где в 1964 году за роль второго плана в телесериале «Медсестры» была номинирована на «Эмми».
Актриса дважды была замужем. От первого супруга, погибшего во Второй мировой войне, она родила двух сыновей, которые были убиты в годы Корейской войны. В 1960-х она во второй раз вышла замуж, но брак оказался недолгим и завершился разводом. в 1983 году Макнил завершила свою карьеру, а спустя два года переехала в дом престарелых для актёров в город Энглвуд, штат Нью-Джерси, где в 1993 году скончалась от осложнений, связанных с диабетом.